# Деркач, Игорь Степанович
И́горь Степа́нович Дерка́ч (укр. Ігор Степанович Деркач; род. 5 сентября 1963 года, с. Солонка Пустомытовского района Львовской области) — украинский инженер-механик, государственный деятель, депутат Верховной рады Украины I созыва (1990—1994).

## Биография
Родился 5 сентября 1963 года в селе Солонка Пустомытовского района Львовской области в семье служащих.
В 1985 году окончил Львовский политехнический институт по специальности «инженер-механик».
С 1985 по 1990 год работал инженером, затем старшим инженер-механиком физико-механического института им. Г. В. Карпенко АН УССР.
Являлся инициатором создания Народного руха Украины во Львове, был делегатом учредительного съезда НРУ. Являлся членом Украинской республиканской партии до 1993 года.
В 1990 году в ходе первых альтернативных парламентских выборов в Украинской ССР был выдвинут кандидатом в народные депутаты. 4 марта 1990 года в первом туре был избран народным депутатом Верховного совета Украинской ССР XII созыва (в дальнейшем — Верховной рады Украины I созыва) от Самборского избирательного округа № 266 Львовской области, набрал 55,03 % голосов среди 11 кандидатов. В парламенте входил в «Народную раду», был членом комиссии по правам человека, комиссии по вопросам обороны и государственной безопасности. Депутатские полномочия истекли 10 мая 1994 года.
С 1994 по 1996 год был членом Христианско-демократической партии Украины. С 1999 года работал в консалтинговой компании PBN.
Женат, имеет двоих детей.